# Юксары
Юксары (горномар. Йӱксӓр — «лебяжье озеро») — село в Килемарском районе республики Марий Эл Российской Федерации. Входит в состав и является административным центром Юксарского сельского поселения.
Население — 280 чел. (2010).

## География
Юксары расположены на берегу одноимённого озера, в 70 км на юг от административного центра Килемарского района — пгт Килемары. Окружены лесами и болотами.

## История
Считается, что поселение Юксары (прежнее название — Кильдиярово) образовалось в конце XVI века и было населено горными марийцами.
В 1879—1880 годах в Юксарах освящён каменный однопрестольный храм в честь иконы Пресвятой Богородицы «Казанская», Юксары получили статус села.
В 1937 году церковь была закрыта, здание переоборудовано под склад. В 1989 году здание церкви сгорело.
В 1938 году образован колхоз «Социализм», в 1969 году колхоз был укрупнён и вошёл в состав совхоза «Ардинский»..

## Население
| 2010 |
| ---- |
| 280  |

## Современное положение
В селе располагается администрация сельского поселения. Работает Юксарская средняя общеобразовательная школа, детский сад, сельский дом культуры и библиотека, фельдшерско-акушерский пункт, магазин.
Жилищный фонд в 2009 году представлен многоквартирными (4 квартиры) и индивидуальными жилыми домами усадебного типа (126 домов). Дома не обеспечены централизованным водоснабжением. Централизованное водоотведение также отсутствует. Село не газифицировано, используется привозной газ в баллонах.
В 2006 году в старом здании школы открыли молельную комнату. С 2007 года велось строительство нового храма взамен утраченного. В 2015 году церковь открыли.